# Аква Віта (гурт)
А́ква Ві́та — український музичний поп-гурт, створений у 1993 році. 

## Історія гурту
Гурт «Аква Віта» був заснований у 1993 році Ігорем Баланом. Назва «Aqua Vita» в перекладі з латини означає «Жива вода». Спочатку до складу гурту входили Ігор Балан та Наталя Лучнікова. Перший виступ гурту відбувся 19 вересня 1993 року на святкуванні Дня міста Кіровограда. Продюсером новоствореного гурту був Анатолій Крупський. Він супроводжував гурт «Aqua Vita» до підписання контракту з Мистецькою агенцією «Територія А».
У 1994 році на кіровоградській студії «Елема» гурт «Аква Віта» записав свій дебютний альбом «Несказані слова». На музику, автором якої виступив Ігор Балан, були покладені вірші відомих світових поетів Гарсіа Лорки, Івана Франка, Олександра Олеся, Валентини Малишко, Поля Верлена, Ліни Костенко, Василя Симоненка та інших. З піснями першого альбому гурт бере участь у відбірковому етапі фестивалю «Червона Рута '95» і потрапляє до фіналу.
Незабаром Наталя Лучнікова залишає гурт. За два тижні до фіналу діджей кіровоградського радіо Андрій Мішура знайомить соліста «Аква Віти» з Іриною Філатовою. На прослуховуванні Ірина майстерно виконала пісню Сем Браун «Stop», чим, безумовно, вразила Ігоря. На «Червону Руту» вони поїхали разом. Саме в цьому складі гурт набрав всеукраїнську славу.
На фестивалі 27 травня 1995 року «Aqua Vita» отримала спеціальну відзнаку за відповідність стилю та оригінальний вокал (Ірина Філатова). У 1995 році в Україні ще ніхто не виконував таку музику, як «Аква Віта».
Після «Червоної Рути» дует бере активну участь у різноманітних конкурсах і фестивалях. «Aqua Vita» стає дипломантом фестивалю «Мелодія», лауреатом «М-обсерваторії», хіт-параду «12-2» та інших.
У 1996 році «Аква Віта» записала другий альбом «Технотронутий» — першу спільну студійну роботу Ірини та Ігоря. Дебютним кліпом гурту стало відео, відзняте на пісню «Женьмінь Жібао». З грудня 1996 року «Aqua Vita» починає співпрацю з Мистецькою агенцією «Територія А».
У січні 1997 року була записана перша пісня до нового альбому «А тепер усе інакше», який став не тільки початком стрімкого злету популярності гурту, а й новим словом у сучасній українській музиці. З червня 1997 року «Аква Віта» працює наживо. Утверджується новий склад гурту: Ігор Балан — вокал, клавішні; Ірина Філатова — вокал; Олег Макаревич — гітара; Руслан Фондера та Максим Жариков — балетна група.
У жовтні 1997 року «Аква Віта» стала обличчям і голосом відомої торгової марки мінеральна вода «Миргородська». «Аква Віта» випустила найвідоміший за всю історію гурту альбом «А тепер усе інакше», реліз якого склав мільйон копій (не беручи до уваги піратських), а на однойменну композицію знімається кліп. Невдовзі за цим кліпом з'являються нові: «Хмари розтануть», «Поплач» і «Поле азарту».
9 березня 1999 року гурт «Аква Віта» розриває контракт з «Територією А» і намагається робити перші абсолютно самостійні кроки. Цього ж року у світ виходить четвертий альбом «Аква Віти», який має назву «Тільки ти». З першої пісні можна зрозуміти, що гурт став дорослішим, серйознішим, з'явилася трохи інша музика. У році виходить п'ятий альбом гурту «Новая игра», останній у складі Балан/Філатова, який, на відміну від попередніх і прийдешніх робіт гурту, є цілком російськомовним. Одними з останніх відео-робіт гурту у складі Балан/Філатова є кліпи «Тільки ти», «Новая игра» та «Облака».
У 2000 році «Аква Віта» перестає існувати як гурт у складі Ігоря Балана та Ірини Філатової, але поки що продовжує існувати як сольний проєкт Ігоря Балана. Він пише пісні, активно практикує аранжування. У 2002 році виходить шостий альбом «Вьюга», після якого «Аква Віта» тимчасово припиняє своє існування.
В 2011-у році Ігор відроджує проєкт у новому складі з вокалісткою Оленою Титаренко. На початку 2013-го, виходить сьомий альбом проєкту «Чтобы никогда…»
У 2023 Олена покидає склад гурту та у 2023 році до діяльності гурту долучається донька Ігоря Аліса. Головний соліст офіційно та остаточно затвердив склад гурту. Аква Віта дає концерти та випускає нові пісні. 
Аква Віта - Птахи
Аква Віта - Бринить печаль
Аква Віта - Розмаїття Мереж

## Альбоми

### Несказані слова(1995)
1. Я продам лілею болю (муз. І. Балан — сл. Ф. Г. Лорка, переклад з іспанської М. Лукаша)
2. Зоряні кроки (муз. І. Балан — сл. Т. Севернюк)
3. Очей твоїх проміння (муз. І. Балан — сл. О. Олесь)
4. Сірий день (муз. І. Балан — сл. Т. Севернюк)
5. Допоможи (муз. І. Балан — сл. В. Малишко)
6. Спомин любові (муз. І. Балан — сл. Ф. Г. Лорка, переклад з іспанської М. Лукаша)
7. Сентиментальна розмова (муз. І. Балан — сл. П. Верлен, переклад з французької М. Лукаша)
8. Ти у кожному диханні (муз. І. Балан — сл. В. Симоненко)
9. Чи ти знала (муз. І. Балан — сл. І. Франко)
10. Пісня ельфа (муз. І. Балан — сл. Д. Кітс, переклад з англійської В. Мисика)
11. Несказані слова (муз. І. Балан — сл. Л. Костенко)
12. І буде так! (муз. І. Балан, сл. І. Балан, Д. Перехрест)
13. Холодний вітер (муз. І. Балан — сл. І. Крушеницький)
14. Я понесу тебе в душі на дні (муз. І. Балан, сл. І. Франко)

### Технотронутий(1996)
1. Женьмінь жібао (муз. І. Балан — сл. В. Ципін)
2. Невловимі сни (муз. І. Балан — сл. О. Олесь)
3. Гойдаша (муз. І. Балан — сл. М. Бровченко)
4. Почекай, кохання! (муз. І. Балан, сл. І. Філатова)
5. Дубль нуль (техно-стьоб) (муз. І. Балан, сл. М. Бровченко)
6. І сам не гам (муз. І. Балан — сл. М. Бровченко)
7. Технотронутий (муз. І. Балан — сл. М. Бровченко)
8. Ніколи-ніколи (муз. І. Балан — сл. М. Бровченко)
9. Я жду тебе (муз. І. Балан — сл. О. Олесь)
10. Бринить печаль (муз. І. Балан — сл. Ф. Г. Лорка, переклад з іспанської М. Лукаша)
11. Лікар Айболить (муз. І. Балан — сл. В. Ципін)
12. Дир-дир-дир-дир (техно-стьоб) (муз. І. Балан — сл. М. Бровченко)

### А тепер усе інакше(1997)
1. А тепер усе інакше (муз. І. Балан — сл. О. Бригинець)
2. Капелюх (country mix) (муз. І. Балан — сл. О. Бригинець)
3. Літо назавжди!!! (муз. І. Балан — сл. О. Бригинець)
4. Mega Mix (муз. І. Балан — сл. О. Бригинець)
5. Капелюх (dance mix) (муз. І. Балан — сл. О. Бригинець)
6. Хмари розтануть (муз. І. Балан — сл. О. Бригинець)
7. Усяке зло пропаще (муз. І. Балан — сл. О. Бригинець)
8. Поле азарту (муз. І. Балан — сл. О. Бригинець)
9. Поплач (муз. І. Балан — сл. О. Бригинець)
10. Я йду (remix) (муз. І. Балан — сл. О. Бригинець)

### Тільки ти(1999)
1. Чари ночі (муз. І. Балан — сл. І. Балан)
2. Я бачу (муз. І. Балан — сл. І. Балан)
3. Чекаю (муз. І. Балан — сл. О. Бригинець)
4. Любове моя (муз. І. Балан — сл. П. Ластівка)
5. Тільки ти (муз. І. Балан — сл. П. Ластівка)
6. Дівчина осінь (муз. І. Балан — сл. П. Ластівка)
7. Тану в тобі (муз. І. Балан — сл. І. Балан)
8. Пісня-Луна (муз. І. Балан — сл. В Куровський)
9. Сон (муз. І. Балан — сл. І. Балан)
10. Стіни (муз. І. Балан — сл. О. Бригинець)
11. Зізнання (муз. І. Балан — сл. О. Бригинець)
12. Аква Віта (муз. І Балан — сл. І. Балан)

### Новая игра(2000)
1. Новая игра (муз. И. Балан — сл. И. Филатова, В. Цыпин)
2. Слишком поздно (муз. И. Балан — сл. В. Куровский)
3. Облака (муз. И. Балан — сл. М. Гуськов)
4. Придумай для меня игру (муз. И. Балан — сл. Ю. Латуненко)
5. Урбаноид (муз. И. Балан — сл. А. Пелевин)
6. Ты не жди меня (муз. И. Балан — сл. И. Филатова)
7. Слоны идут на Север (муз. И. Балан — сл. О. Сычев)
8. Странный мир (муз. И. Балан — сл. А. Кульпович)
9. Семнадцать лет (муз. И. Балан — В. Райхер)
10. Облака (remix) (муз. И. Балан — сл. М. Гуськов)
11. Танцор «диско» (муз. И. Балан — сл. И. Балан)
12. Любовь — это скорость света (муз. И. Балан — сл. К. Кедров)

### Вьюга(2002)
1. Завтра вранці літо (муз. Karincha — сл. О. Бригинець)
2. На Івана Купала (муз. І. Балан — сл. Ю. Латуненко)
3. Снова вместе (муз. І. Балан — сл. Ю. Латуненко)
4. Вьюга (муз. І. Балан — сл. В. Ципін)
5. Карай чи милуй (муз. І. Балан — сл. А. Матвійчук)
6. Ти кохання і є (муз. І. Балан — сл. О. Бригинець)
7. В ливень сентября (муз. І. Балан — сл. А. Кульпович)
8. Калимба де Луна (муз. Т. Esposito — сл. І. Балан)
9. Тільки ти (remix) (муз. І. Балан — сл. П. Ластівка)
10. Блакитний лід (муз. І. Балан — сл. А. Матвійчук)
11. Без тебя (муз. І. Балан — сл. В. Куровський)
12. Вьюга (remix) (муз. І. Балан — сл. В. Ципін)
13. Мамо, я приїду!!! (bonus-track) (муз. І. Балан — сл. А. Матвійчук)

### Чтобы никогда…(2013)
1. Чтобы никогда… (муз. І. Балан — сл. М. Одольська)
2. А тепер усе інакше 2012 (remix) (муз. І. Балан — сл. О. Бригинець)
3. Вега (муз. І. Балан — сл. А. Кульпович, В. Соколов)
4. Аж за гори, гей! 2012 (муз. І. Балан — сл. А. Матвійчук)
5. 220 вольт (муз. І. Балан — сл. К. Гнатенко)
6. Вперед-назад (муз. І. Балан — сл. Л. Ляхомська)
7. Облака 2012 (муз. І. Балан — сл. М. Гуськов)
8. Джафура (муз. І. Балан — сл. Л. Ляхомська)
9. Я тебе згадаю (муз. І. Балан — сл. Ю. Латуненко)
10. Зима (муз. І. Балан — сл. А. Кульпович)
11. Шторм (муз. І. Балан — сл. А. Матвійчук)
12. За лісами (муз. І. Балан — сл. народні)
13. Город зеленого цвета (bonus-track) (муз. І. Балан — сл. Ю. Латуненко)

### Кліпи
1. Женьмінь Жібао
2. А тепер усе інакше
3. Хмари розтануть
4. Поплач
5. Поле азарту
6. Тільки ти
7. Дивна ніч (Аква Віта feat. В. Павлік)
8. Новая игра
9. Облака
10. Вьюга
11. Чтобы никогда…